# Nawabielickaja
Nawabielickaja (biał. Навабеліцкая, ros. Новобелицкая) – węzłowa stacja kolejowa w miejscowości Homel, w obwodzie homelskim, na Białorusi. Łączą tu się wszystkie trzy linie biegnące do Homla ze wschodu i z południa.
Stacja powstała w XIX w. na linii Kolei Libawsko-Romieńskiej pomiędzy stacjami Homel i Ziabrówka.